# Herbert Spencer
Herbert Spencer (27. dubna 1820 – 8. prosince 1903) byl klasický britský sociolog a filozof, nejvlivnější představitel první formy pozitivismu ve druhé polovině 19. století. Patří mezi zastánce tzv. „organicistického proudu“ v sociologii, jenž se vyznačuje důrazem na podobnost rysů lidské společnosti a biologického organismu. Mnoho z jeho myšlenek vstoupilo do všeobecného povědomí, jen málo lidí však dnes tuší, kdo je jejich původním autorem.

## Život a dílo
Herbert Spencer se narodil 27. dubna 1820 v britském městě Derby do rodiny učitele. Školu však pro své chatrné zdraví nikdy nenavštěvoval a jeho vzdělávání se věnoval zprvu jeho otec, následně strýc. Ani v dospělosti Spencer nikdy nenavštěvoval univerzitu a byl typickým samoukem.
Ve čtyřicátých letech začal pracovat jako publicista, roku 1848 se stal zástupcem vydavatele časopisu Economist, kde působil až do roku 1852. V Londýně se seznámil s mnoha osobnostmi tehdejší britské vědecké elity a napsal zde též svou první práci "Social Statics" (1850). V roce 1853 zemřel Spencerův strýc a odkázal svému synovci značné dědictví, které mu umožnilo zanechat publicistické činnosti a stát se soukromým učencem. Druhá Spencerova kniha "The Principles of Psychology" však nebyla přijata zdaleka tak vřele jako jeho prvotina. Na počátku šedesátých let Spencer zahájil snahu o vytvoření univerzálního filozofického systému, schopného zajistit společný teoretický základ lidského vědění. V rámci tohoto projektu publikoval řadu knih, jimiž se snažil pokrýt široké spektrum vědeckého poznání:
- First Principles (1862)
- Principles of Biology (1864-1867)
- Principles of Sociology (1876-1896)
- Principles of Ethics (1879-1893)

Jako vědec začal být Spencer uznáván až během 70. let 19. století, ale přestože jeho věhlas nabyl celosvětového významu, ke konci života si stěžoval, že zůstal nedoceněn. Zemřel v prosinci roku 1903.

## Názory
Spencer ve svých úvahách navazoval jen na nemnoho předchůdců. Mezi nejvýznamnější patřil evolucionista a Spencerův přítel Thomas Huxley, který jej seznámil s myšlenkami Charlese Darwina, s nímž posléze Spencer navázal dlouholeté korespondenční styky. Spencer vědecké knihy takřka vůbec nečetl a vědomosti získával především z periodik, diskuzí s kolegy a od svých asistentů. Proto je jeho myšlenkové kořeny třeba hledat zejména v londýnském intelektuálním prostředí poloviny 19. století (především v přírodovědeckých kruzích), dále v politické ekonomii a do jisté míry i v sociologických koncepcích Augusta Comta.

### Filozofie
Zvláštností Spencerova pozitivismu je spojení obecných principů pozitivistické filozofie, které již dříve vyložili Comte a John Stuart Mill, s idejí evoluce Sám pro svou koncepci užíval termínu „syntetická filozofie“. Evoluci Spencer ve své knize First Principles definuje jako „změnu ze stavu relativně nevymezeného, nekoherentního, homogenního ke stavu relativně vymezenému, koherentnímu a heterogennímu“ (Keller 2005 : 146), jejím opakem je pak regrese, čili děj, během něhož dochází k rozkladu komplexních a diferencovaných struktur.

### Spencerova koncepce společnosti a pojetí sociologie
Svůj vysoce abstraktní model evoluce používá Spencer i pro analýzu vývoje společnosti poprvé v práci The Study of Sociology z roku 1873. Poukazuje zde na to, že oblast sociální podléhá podobným zákonům, jako pole biologické či fyzikální. Podobně jako v organismu vede i ve společnosti nárůst velikosti subsystémů k tlaku na diferenciaci jejich funkcí; funkčně diferenciované subsystémy jsou pak zpětně s celkem propojeny díky svému nenahraditelnému významu pro jeho přežití (tj. zpětná integrace). Lidské společnosti procházejí podobně jako živé organismy vývojem od homogenních a nestabilních útvarů k vysoce komplexním a diferencovaným strukturám - zkoumání faktorů, jež ovlivňují rychlost a směr tohoto vývoje je pak dle Spencera skutečným a nejvýznamnějším úkolem sociologie. Odmítá Comtův sociologický konstruktivismus a zastává názor, že ani odkrytí faktorů ovlivňujících evoluci společnosti nás neopravňuje k jejich modifikaci.
Ačkoli je Spencer sociologickým realistou (považuje společnost za skutečnost nadosobní a na svých členech nezávislou), připouští určitý individualismus s tím, že společnost je nástroj sloužící svým jednotlivým členům. Uvádí řadu analogií mezi společností a organismem:
- růst co do velikosti i co do komplexity
- diferenciace struktur a funkcí
- zpětná integrace

Poukazuje však i na nezanedbatelné rozpory mezi společností a organismem:
- větší volnost jednotek
- v případě organismu jsou určité části specializovány k myšlení a cítění, v případě společnosti jsou tohoto schopny všechny její jednotky
- v organismu existují všechny jednotky jen pro blaho celku, v případě společnosti je tomu naopak

Podle Spencera plní sociální instituce ve společnosti podobnou funkci jako orgány v živém organismu. Věnuje zvýšenou pozornost např. institucím rodiny, obřadním, politickým, církevním, profesním či průmyslovým.
Herbert Spencer vypracoval dvě dosti odlišná pojetí společnosti:
První typologií, kterou můžeme označit jako „vývojovou“, je rozlišování společností na jednoduché, složené, dvojitě složené a trojitě složené, a to na základě nárůstu komplexity a integrace.
Druhou typologií, jíž je možno označit jako „cyklickou“, je dichotomie společností vojenských a průmyslových (industriálních, organických), vycházející ze způsobu kontroly, jenž je ve společnosti aplikován.

### Kritéria odlišnosti společností vojenského a průmyslového typu
| Kritérium                                    | Vojenská spol.                                             | Industriální spol.                                           |
| -------------------------------------------- | ---------------------------------------------------------- | ------------------------------------------------------------ |
| Dominantní aktivita                          | Společná obrana                                            | Výměna služeb                                                |
| Způsob sociální koordinace                   | Z donucení                                                 | Dobrovolně                                                   |
| Vztah mezi státem a individuem               | Individuum existuje pro blaho státu                        | Stát existuje pro dobro jednotlivce                          |
| Vztah mezi státem a dalšími organizacemi     | Všechny organizace jsou veřejné                            | Základní jednotkou jsou soukromé organizace                  |
| Struktura státu                              | Centralizovaný                                             | Decentralizovaný                                             |
| Typy ekonomické aktivity                     | Důraz na ekonomickou autonomii, soběstačnost v rámci státu | Ztráta ekonomické autonomie, růst vzájemné závislosti        |
| Charakteristiky lidí, jež společnost rozvíjí | Odvaha, oddanost, patriotismus, disciplína                 | Nezávislost, úcta k druhým, vytrvalost, odolnost, otevřenost |

### Proces individualizace
Spencer se obsáhle zabývá tematikou lidského individua, neboť jedině skrze jeho povahu se lze dopracovat k pravdivé teorii společnosti. Významnou úlohu ve Spencerově pojetí člověka sehrál jeho sociální darwinismus a koncepce přežití nejsilnějšího, kterou převzal od Malthuse. Tvrdí, že prostřednictvím přírodního výběru se společnost tříbí a zdokonaluje. Takový vývoj je zcela nevyhnutelný a Spencer říká, nemá smysl se mu stavět do cesty. „Dobrá“ moderní společnost, rovnostářská a mírumilovná, se nezakládá na regulačních státních mechanismech, ale na kontraktech mezi svobodnými individui, které slouží k naplnění jejich osobních zájmů.
Historický vývoj lidstva ztotožňuje Spencer s procesem individualizace. Své úvahy na toto téma později slučuje s jednou ze svých typologií společnosti: vojenská společnost ze své povahy přímo vyžaduje co možná nejvyšší unifikaci individuí a eliminuje jednání, které se odklání od závazné normy. Společnost industriální oproti tomu podporuje naprostou svobodu individua v rámci právních mezí.

### Spencerovo pojetí sociologie
Spencer byl zastáncem nehodnotící sociologie. Zcela odmítal odsuzování určitých zvyklostí praktikovaných v archaických společnostech z pozice naší současné evropské morálky a zdůrazňoval, že klíčová je funkčnost jednotlivých společenských jevů v rámci celku. Spencer se (na rozdíl od např. Comta) také zabýval důsledky plynoucími z faktu, že badatel je sám součástí objektu svého zájmu, a velká část jeho sociologického díla je věnována podobným metodologickým otázkám. Spencer usiloval také o to, aby se sociologie stala empirickou vědou, a již od roku 1873 začal shromažďovat a pod názvem Descriptive Sociology publikovat rozsáhlý empirický materiál, dokumentující historický vývoj mnoha světových populací.